# Muzeum Hansa Christiana Andersena w Odense
Muzeum Hansa Christiana Andersena w Odense – muzeum poświęcone Hansowi Christianowi Andersenowi, zarządzane przez wydział miasta „Muzea Miejskie Odense” (duń. Odense Bys Museer). W jego skład wchodzi dom, w którym urodził się Andresen (H.C. Andersens Hus), dom, w którym mieszkał do momentu opuszczenia Odense (H.C. Andersens Barndomshjem), główny budynek muzeum i najnowszy, którego otwarcie zaplanowano na 2021 rok.

## Historia
W 1905 roku z okazji 100. rocznicy urodzin Hansa Christiana Andersena kupiono mały dom (o powierzchni 72 m²) na rogu ulic Hans Jensens Stræde i Bangs Boder, w którym urodził się bajkopisarz. W 1875 roku na ścianie domu została umieszczona upamiętniająca ten fakt tablica z medalionem. Budynek do stanu z 1805 roku doprowadził duński architekt Jens Vilhelm Petersen. Przygotowanie wystawy powierzono miejscowemu nauczycielowi, Hansowi Brixowi. Muzeum udostępniono publiczności 2 kwietnia 1908 roku. Od 1930 roku muzeum posiada rękopis autobiografii Andersena Baśń mojego życia. W 1930 roku dzięki Thomasowi B. Thrige zbudowano ośmiokątną Salę Pamięci (Mindehallen) z freskami Nielsa Larsena Stevna. Dodatkowo dobudowano dwa budynki według projektu Nielsa Jacobsena. W 1930 roku Odense Teater zakupił dom, w którym Andersen mieszkał w latach 1807–1819, i po odnowieniu według projektu Jensa Christensena przekazany został miastu Odense. Muzeum w budynku zostało otwarte w 1931 roku. Podczas II wojny światowej oryginalne listy i rękopisy zostały ukryte w specjalnej skrytce. Po wojnie do muzeum wrócili turyści. W kwietniu 1955 roku uroczyście obchodzono 150. rocznicę urodzin Andersena. W uroczystościach wziął udział król Danii Fryderyk IX z żoną, ambasadorzy, lokalni politycy i naukowcy. Zyski ze sprzedaży biletów muzeum przeznacza na działalność wydawniczą, publikując opracowania, korespondencję bajkopisarza i wydając czasopismo Anderseniana. Kolejna rozbudowa muzeum miała miejsce w latach1974–1976. Dobudowano 4 budynki i przebudowano obiekty z lat 30. Muzeum zostało ponownie otwarte 21 maja 1976 roku. W latach 80. XX wieku muzeum zakupiło dużą kolekcję wydań dzieł Andersena z lat 1940–1970, zgromadzoną przez Richarda Kleina.
W 2016 roku japoński architekt Kengo Kuma wygrał konkurs na projekt nowego budynku Muzeum H. Ch. Andersena w Odense. Koszt budowy wyniósł 305 milionów koron duńskich i został pokryty przez Fundację AP Møllera, która przekazała 225 milionów koron, Fundację Augustinusa – 20 milionów koron – i Odense, które przekazało pozostałe 60 milionów koron. Budynek ma 5600 m² powierzchni; większość znajduje się pod ziemią. Otwarcie nowej części muzeum zaplanowano na lato 2021 roku.  